# Afrika Festival Nürnberg

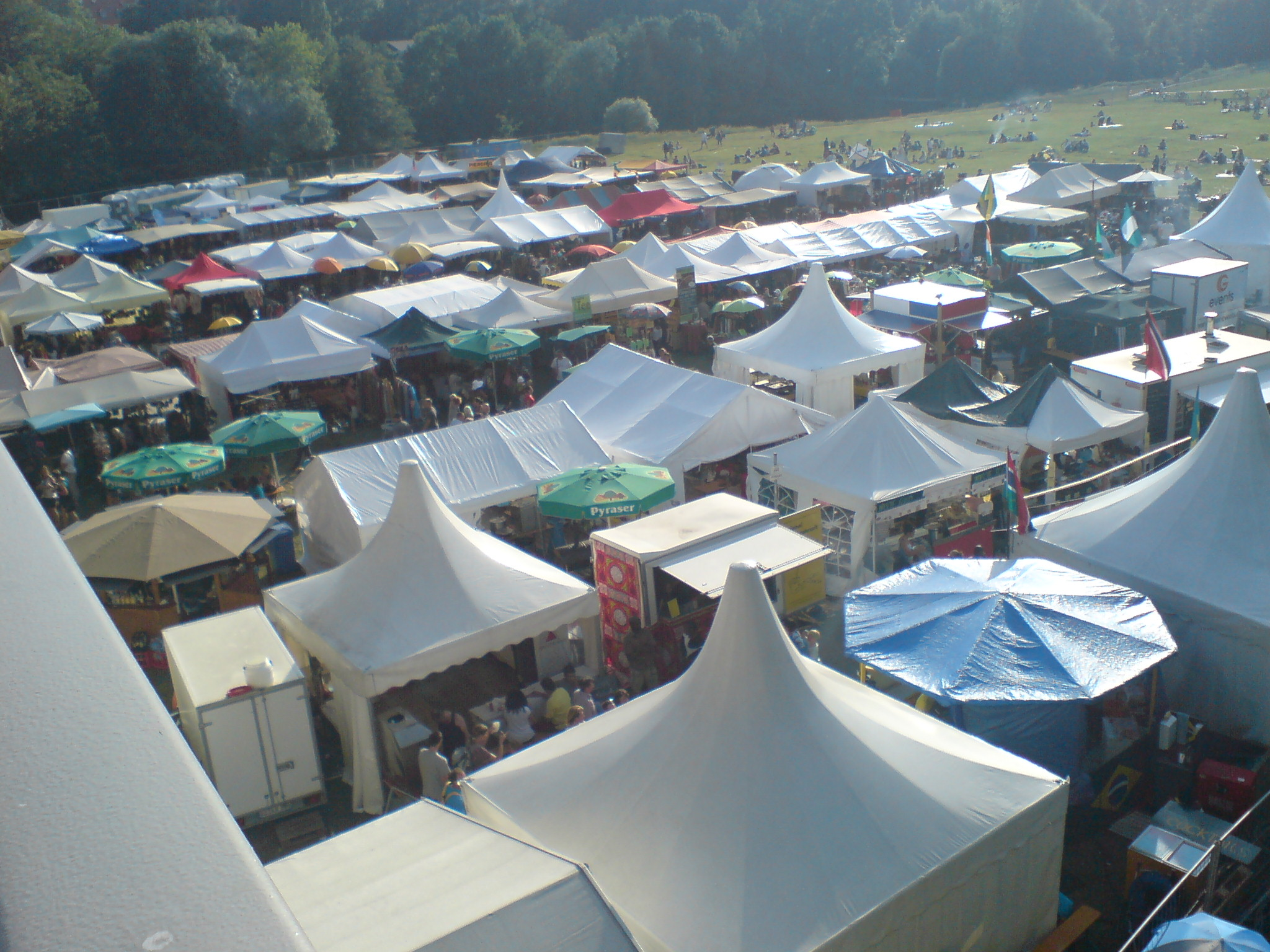
Budenstadt des Afrikafestivals 2015

Das Afrika Festival Nürnberg ist eine jährliche Open-Air-Veranstaltung in Nürnberg mit afrikanischer Kultur und Musik.

## Das Festival
Das kostenlose Festival findet seit 2009 unter der Schirmherrschaft der Stadt Nürnberg an vier Tagen an einem Wochenende im Juni unter und neben der Theodor-Heuss-Brücke in Nürnberg am Westring auf der Wiese im Landschaftsschutzgebiet Pegnitztal-West statt. Es kommen Jahr für Jahr Zehntausende Besucher. 2018 fand die 9. Auflage der Veranstaltung statt, die „…den Wert der afrikanischen Kultur“ vermitteln will. Veranstalter war der Afrika Festival Nürnberg e.V. Das Festival 2019 wurde kurzfristig abgesagt, Lösungen für eine Fortführung wurden gesucht.
In den Jahren 2023 und 2024 wurde das Festival nach einer mehrjährigen Pause durch den neu gegründeten Verein Afro Sommer Festival Nürnberg erneut veranstaltet. Im Jahr 2025 kam es zu einem Verwürfnis innerhalb des Vereins und sowohl der Verein als auch die O. Luntz GmbH & Co. KG haben sich bei der Stadt Nürnberg für die Nutzung der Fläche unter der Brücke beworben. Die Stadt entschied sich die Nutzungserlaubnis an Oliver Luntz zu vergeben. Er war zuvor Teil des Vereins.
Die Stadt Nürnberg stellt lediglich das Gelände sowie einen Trink- und Abwasseranschuss zur Verfügung. Der benötigte Strom muss vor Ort mit Generatoren selbst erzeugt werden. Das Festival finanziert sich und die Künstlergagen ausschließlich aus den Getränkeverkäufen und Spenden. Zusätzlich werden von den Ausstellern des Afrikamarktes und den gastronomischen Anbietern Standgebühren erhoben, die größtenteils die Ausgaben für die technischen Einrichtungen decken. Ein eventuell erwirtschafteter Überschuss soll karitativen Projekten in Afrika zufließen.
An gleicher Stelle finden auch das jährliche Brückenfestival und das Kunstrasenfestival statt.

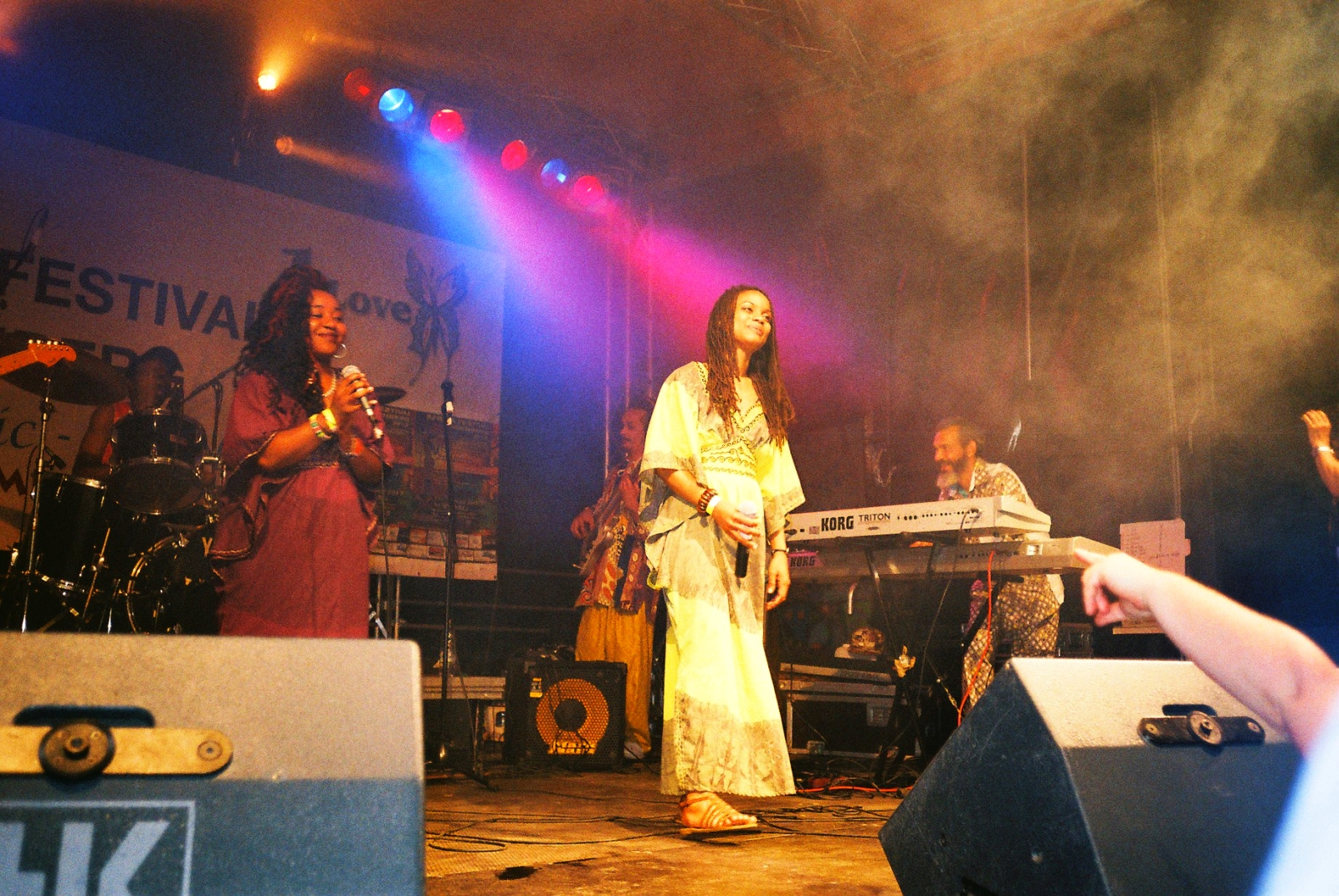
Sista Jahan auf dem Afrika Festival (2013)

## Programm
Neben Konzerten afrikanischer und karibischer Musik mit Reggae, Jazz, Afro Beat gibt es Filme, Workshops, Kinderprogramm und einen Markt mit Kunstwerken, Produkten sowie exotischen Gerichten und Getränken. Rekrutiert werden zumeist regionale Bands und jeweils zwei internationale Künstler pro Veranstaltungstag.
Bisher sind u. a. aufgetreten: Laye Mansa, Taxi Brousse, Karen Carroll, Roots T Band, David Taylorault, Roughhouse, Anthony Locks, African Beat Stars, Jennifer Washington, Ary Morais, Hector Morton, Furasoul, Niasony Okomo, Dub Division, Sista Jahan, Afro Kunda, Tropical Beat, Abdou Day, Obidaya, Six Nations, Toxic Avenger Band und Collectif Foli. Moderiert wird das Festival von Abass Ewig.
Regelmäßig wiederkehrende Programmpunkte sind u. a. ein Grußwort des Bürgermeisters, die Wahl der Miss Africa Nürnberg sowie die Auftritte der Trommlergruppe Bateria Quem, die in den Umbaupausen unverstärkt vor der Bühne spielt.

## Kritik
2009 bis 2013 wurden wiederholt Geldstrafen wegen mangelnder Lebensmittelhygiene verhängt, 2012 habe das Ordnungsamt sogar einen Stand schließen müssen.